# Lorttjärnen (Bollnäs socken, Hälsingland)
Lorttjärnen är en sjö i Bollnäs kommun i Hälsingland och ingår i Testeboåns huvudavrinningsområde.